# ギビバイト
ギビバイト (gibibyte) は、コンピュータの容量や記憶装置の大きさをあらわす情報の単位の一つ。GiBと略記される。
1 GiB = 230 B = 1,073,741,824 B
本来SI接頭語の109を表すギガを使ったギガバイトは1,000,000,000バイトという意味であるが、230バイトの意味で使われることがあった。
混乱を避けるためIECが決めた二進接頭辞がギビであり、ギビバイト = 230バイトである。230バイトという意味ではこの呼び名がすすめられる。ギガバイトと違い10億バイトという意味で使えない。